# 키토산
키토산(Chitosan)은 D-글루코사민과 N-아세틸글루코사민으로 이루어진 선형 다당류이다. 대게, 새우와 갑각류 껍데기를 수산화나트륨 염기로 처리하면 얻어진다.